# El Parnaso (Daza)
El Libro de música de cifras para vihuela, intitulado El Parnaso, también conocido simplemente como El Parnaso, es un libro de obras para vihuela sola y vihuela y canto, publicado en 1576, en Valladolid, por el compositor y vihuelista español Esteban Daza.

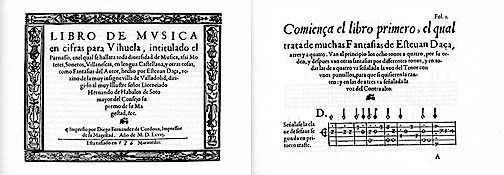
Portada y primera página del primer libro de El Parnaso.

## El libro
Es el último de los libros publicados para vihuela y está dedicado a un amigo de su familia, el licenciado Hernando de Hábalos de Sotomayor, consejero de Felipe II y abogado de su corte. Es con diferencia, la colección más pequeña de música para vihuela de las existentes.
Según consta en la licencia, Felipe II concedió el permiso para su publicación el 29 de junio de 1575, mientras estaba en San Lorenzo de El Escorial. El 13 de enero de 1576, Daza contactó con el impresor Diego Fernández de Córdoba para realizar una edición de 1500 copias a un precio de 1575 reales. Finalmente fue publicado el 12 de abril de 1576, en Valladolid. Cada una de las copias fue vendida por 136 maravedís.

## Las obras
Consta de 62 obras (67 si contamos como independientes las segundas partes de tres motetes y dos sonetos) con fantasías y transcripciones para vihuela de motetes, canciones, villancicos, romances, villanescas y sonetos polifónicos de otros compositores. Se caracteriza por requerir un alto grado de destreza por parte del vihuelista.
El Parnaso se divide en tres libros de música:
1. El primero contiene 22 fantasías, a tres y cuatro voces, en un estilo brillante y más bien conservador. Las fantasías ofrecen la posibilidad de que una de las voces pueda ser cantada. Sin embargo, a diferencia de otros vihuelistas, como Miguel de Fuenllana o Alonso Mudarra, que anotaron la voz para ser cantada en color rojo, Daza utiliza unos puntillos para señalarla. Esta voz "cantable" es siempre la de contralto en las fantasías a tres voces y la de tenor en las de cuatro voces.
2. El segundo contiene trece motetes de compositores como Pedro Guerrero (1 obra), Francisco Guerrero (1), Juan García de Basurto (1), Jean Maillard (1), Jean Richafort (1), Thomas Crecquillon (2) y Simon Boyleau (6 obras de su primer libro de motetes).
3. El tercer libro consta de un romance, trece sonetos y villanescas de compositores como Rodrigo de Ceballos (4 obras), Francisco Guerrero (3), Juan de Navarro (3) y Pedro Ordoñez (2); once villancicos y dos canciones francesas, de Thomas Crecquillon (1) y Clemens non Papa (1). Sólo nos ha llegado la parte vocal de nueve de las obras de compositores españoles.

A continuación se incluye la lista de las obras. Los códigos en la columna de "Grabaciones" se especifican más abajo, en la sección de "Discografía".

### Libro I
| N.º | Obra                                                                           | Voces | Compositor   | Género musical | Grabaciones   |
| --- | ------------------------------------------------------------------------------ | ----- | ------------ | -------------- | ------------- |
| 1   | Fantasia (I) por el primer tono a cuatro                                       |       | Esteban Daza | fantasía       |               |
| 2   | Fantasia (II) por el segundo tono a cuatro                                     |       | Esteban Daza | fantasía       |               |
| 3   | Fantasia (III) por el tercero tono a cuatro                                    |       | Esteban Daza | fantasía       | MTO           |
| 4   | Fantasia (IV) por el quarto tono a cuatro                                      |       | Esteban Daza | fantasía       |               |
| 5   | Fantasia (V) por el quinto tono a cuatro                                       |       | Esteban Daza | fantasía       |               |
| 6   | Fantasia (VI) por el sexto tono a cuatro                                       |       | Esteban Daza | fantasía       |               |
| 7   | Fantasia (VII) por el séptimo tono a cuatro                                    |       | Esteban Daza | fantasía       |               |
| 8   | Fantasia (VIII) por el octavo tono a cuatro                                    |       | Esteban Daza | fantasía       |               |
| 9   | Fantasia (IX) a tres por el primer tono                                        |       | Esteban Daza | fantasía       |               |
| 10  | Fantasia (X) a tres por el quinto tono                                         |       | Esteban Daza | fantasía       |               |
| 11  | Fantasia (XI) a tres por el séptimo tono                                       |       | Esteban Daza | fantasía       |               |
| 12  | Fantasia (XII) a tres por el octavo tono                                       |       | Esteban Daza | fantasía       | COR           |
| 13  | Fantasia (XIII) por el primer tono a quatro                                    |       | Esteban Daza | fantasía       |               |
| 14  | Fantasia (XIV) por el primer tono, por Gsolreut a quatro                       |       | Esteban Daza | fantasía       |               |
| 15  | Fantasia (XV) por el segundo tono a quatro por G sol re ut                     |       | Esteban Daza | fantasía       | FRE           |
| 16  | Fantasia (XVI) a quatro por el quarto tono por a la mi re                      |       | Esteban Daza | fantasía       | EIA           |
| 17  | Fantasia (XVII) por el sexto tono a quatro                                     |       | Esteban Daza | fantasía       |               |
| 18  | Fantasia (XVIII) por el primero tono a quatro                                  |       | Esteban Daza | fantasía       |               |
| 19  | Fantasia (XIX) de passos largos para desenvolver las manos por el primer tono  |       | Esteban Daza | fantasía       | FRE, MTO      |
| 20  | Fantasia (XX) de passos largos para desenvolver las manos por el primer tono   |       | Esteban Daza | fantasía       |               |
| 21  | Fantasia (XXI) de passos largos para desenvolver las manos por el quinto tono  |       | Esteban Daza | fantasía       | JMM           |
| 22  | Fantasia (XXII) de passos largos para desenvolver las manos por el octavo tono |       | Esteban Daza | fantasía       | FRE, JMM, MTL |

### Libro II
| N.º | Obra                    | Voces | Compositor             | Género musical | Grabaciones |
| --- | ----------------------- | ----- | ---------------------- | -------------- | ----------- |
| 23  | Nigra sum sed formosa   |       | Thomas Crecquillon     | motete         |             |
| 24  | Dum deambularet dominus |       | Thomas Crecquillon     | motete         |             |
| 25  | In me transierunt       |       | Jean Maillard          | motete         |             |
| 26  | O beata Maria           |       | Pedro Guerrero         | motete         |             |
| 27  | Ave Maria               |       | Francisco Guerrero     | motete         |             |
| 28  | Deus Deus meus          |       | Simon Boyleau          | motete         |             |
| 29  | Genuit puerpera         |       | Simon Boyleau          | motete         |             |
| 30  | Absterget Deus          |       | Anónimo                | motete         |             |
| 31  | Turba multa             |       | Simon Boyleau          | motete         |             |
| 32  | Respexit Helias         |       | Simon Boyleau          | motete         |             |
| 33  | Tulerunt ergo fratres   |       | Simon Boyleau          | motete         |             |
| 34  | Angelus domini          |       | Juan García de Basurto | motete         |             |
| 35  | Quem dicunt homines     |       | Jean Richafort         | motete         |             |

### Libro III
| N.º | Obra                                 | Voces | Compositor          | Género musical       | Grabaciones                  |
| --- | ------------------------------------ | ----- | ------------------- | -------------------- | ---------------------------- |
| 36  | Enfermo estaba Antioco               | 4     | Anónimo             | romance              | VIC, FER, COR                |
| 37  | Ay mudo soy, hablar no puedo         | 4     | Pedro Ordóñez       | soneto               | COR, EIA                     |
| 38  | Ay fortuna cruel                     | 4     | Pedro Ordoñez       | soneto               | COR                          |
| 39  | Escrito esta en mi alma              | 4     | Anónimo             | soneto               | COR, EIA                     |
| 40  | Quan bienaventurado                  | 4     | Rodrigo de Ceballos | canción (castellano) | COR                          |
| 41  | Prado verde y florido                | 3     | Francisco Guerrero  | villanesca           | COR                          |
| 42  | Pues ya las claras fuentes           | 4     | Rodrigo de Ceballos | villanesca           | COR, MTO                     |
| 43  | Ay de mi sin ventura                 | 4     | Juan de Navarro     | villanesca           | COR                          |
| 44  | Adiós verde ribera                   | 4     | Francisco Guerrero  | villanesca           | COR                          |
| 45  | Nos vez amor                         |       | Juan de Navarro     |                      |                              |
| 46  | Esclareçida Juana                    | 4     | Francisco Guerrero* | villanesca           | COR                          |
| 47  | Duro mal terrible llanto             | 4     | Rodrigo de Ceballos | villanesca           | COR                          |
| 48  | Dime manso viento                    |       | Rodrigo de Ceballos |                      |                              |
| 49  | Callese ya Mercurio                  | 4     | Anónimo             | villanesca           | COR                          |
| 50  | Nunca más verán mis ojos             | 3     | Anónimo             | villancico           | ALF, COR, EIA                |
| 51  | Dame acogida en tu hato              | 3     | Anónimo             | villancico           | VIC, FRE, FER, COR, EIA      |
| 52  | A tieras agenas                      | 2     | Anónimo             | villancico           | FRE, SAN, PAT, COR, EIA, MTO |
| 53  | Que razón podeys vos tener           |       | Juan de Navarro     |                      |                              |
| 54  | Alegrías, alegrías                   | 4     | Anónimo             | villancico           | COR, EIA                     |
| 55  | Gritos dava la morenica so el olivar |       | Anónimo             |                      | FRE, RUM, COR, EIA, MTO      |
| 56  | Serrana donde dormistes              | 4     | Anónimo             | villancico           | COR                          |
| 57  | Zagaleja la de lo verde              | 4     | Anónimo             | villancico           | COR                          |
| 58  | Quien te hizo Juan pastor            | 4     | Anónimo             | villancico           | FRE, ARM, RUM, COR, EIA      |
| 59  | Quando las desdichas mías            | 4     | Anónimo             | villancico           | COR                          |
| 60  | Mira Juan lo que te dixe             | 4     | Anónimo             | villancico           | COR, EIA                     |
| 61  | Vostre rigueur                       |       | Thomas Crecquillon  | canción (francés)    |                              |
| 62  | Je prens en gre                      |       | Clemens non Papa    | canción (francés)    |                              |
*Daza se la atribuye erróneamente a Andrés de Villalar.

## Discografía
La siguiente discografía se ha ordenado por año de grabación, pero la referencia es la de la edición más reciente en CD. No se incluyen las recopilaciones, sólo los discos originales.
- 1960 - [VIC] Victoria de los Angeles - Spanish Songs of the Renaissance. Victoria de los Ángeles. Ars Musicae de Barcelona. José María Lamaña. . La edición en CD viene acoplada junto con otras grabaciones en: Victoria de los Angeles - Songs of Spain. EMI Classics 7243 5 66 937 2 2 (4 CD).
- 1969 - [FRE] Spanish vihuelists of the 16th century III. Jorge Fresno. Hispavox HHS 23 (LP). . Hay una edición parcial en CD, acoplado con otras grabaciones: Vihuelistas Españoles (s. XVI)
- 1972 - [PZA] Spanish vihuelists of the 16th century IV. Anne Perret y Rodrigo de Zayas. Hispavox HHS 15 (LP).
- 1988 - [ARM] Armada. Music from the courts of Philip II and Elizabeth I. Fretwork. Michael Chance. Virgin Classics 90722.
- 1991 - [RUM] Music of the Spanish Renaissance. Shirley Rumsey. Naxos 8.550614.
- 1998 - [JMM] Canción del Emperador. José Miguel Moreno. Glossa 920108
- 2000 - [PAT] Chacona. Renaissance Spain in the Age of Empire. Christa Patton. Ex Umbris. Dorian Recordings.
- 2000 - [FRE] Claros y Frescos Rios. Jose Miguel Moreno y Núria Rial. Glossa GCD 920205
- 2000 - [FER] Valderrábano y los vihuelistas castellanos. Alfred Fernández. Unacorda UCR0012000
- 2000 - [EIA] Spanish Songbooks. Lex Eisenhardt y María Luz Álvarez. Emergo EC3928-2
- 2001 - [COR] Estevan Daça: El Parnasso. El Cortesano. José Hernández Pastor y Ariel Abramovich. Arcana A 316. 2001
- 2001 - [SAN] A Tierras Ajenas. Clara Sanabras. The Orchard
- 2004 - [ALF] Nunca más verán mis ojos. Alfred Fernández. Enchiriadis EN 2004
- 2008 - [MTL] Let's Travel around Europe by Lute Music Part 1 - The Renaissance Era. Shigeo Mito. wasabi MP 3082. AR

- 2014 - [MTO] Endechas Si los delfines mueren de amores. Shigeo Mito. N&S AVANCE NSCD-54504